# Graham Cash
Graham Cash (ur. 28 maja 1979) – australijski zapaśnik walczący w stylu wolnym. Złoty medalista mistrzostw Oceanii w 1997. Mistrz Oceanii juniorów w 1995 i 1997 roku.